# Daluaine Summer House

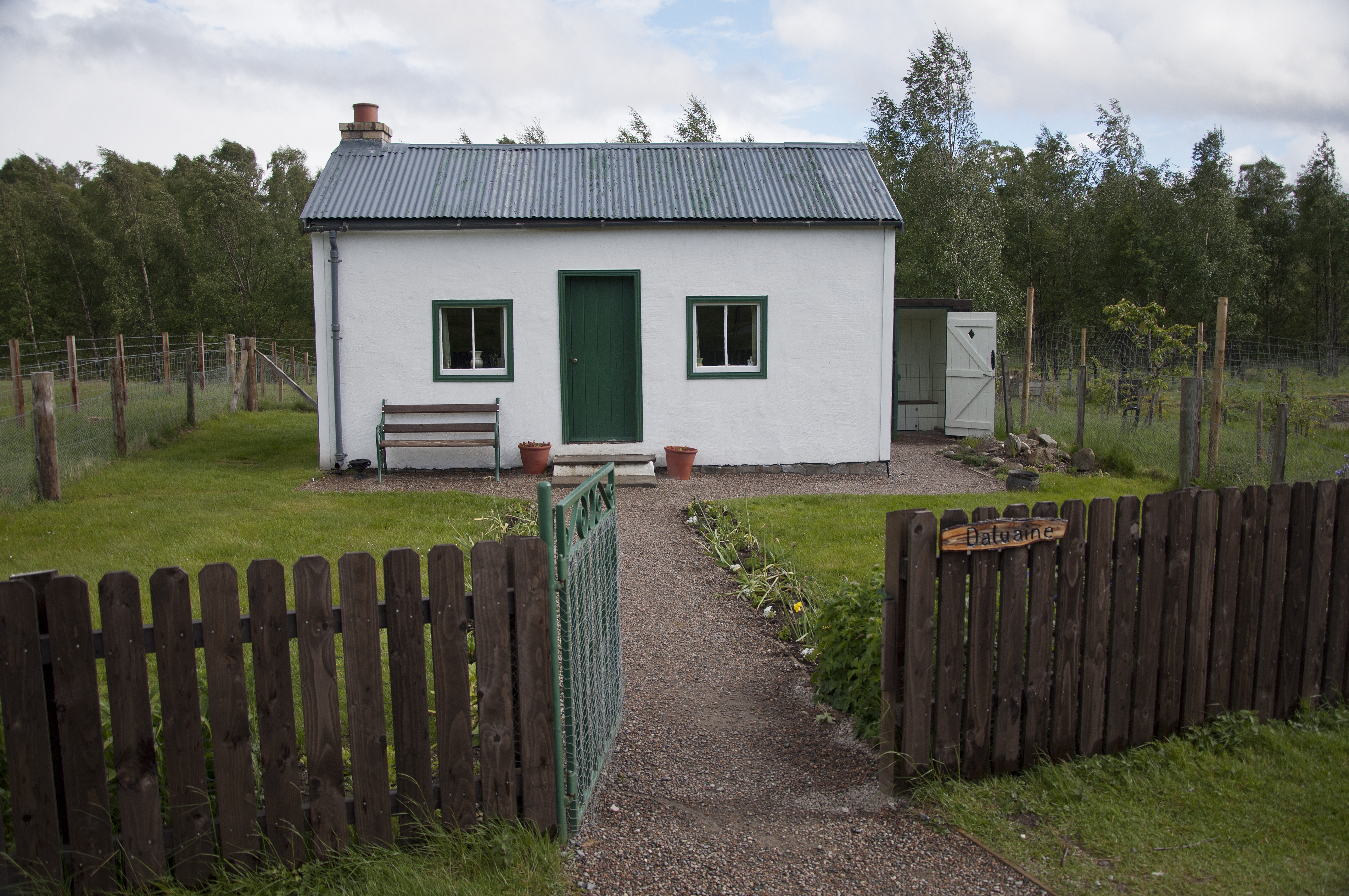
Daluaine Summer House

Het Daluaine Summer House (Nederlands: Zomerhuis op het Grasveld) is een reconstructie van een zomerhuis in het Highland Folk Museum te Newtonmore, Schotland. Het huisje werd eerst Bramble Cottage (braamstruikhutje) genoemd en is gemaakt van het interieur van slaaptreinen van de Highland Railway die in 1863 door de vallei van de rivier Spey reden.
Daluaine Summer House werd gebouwd in het begin van de 20e eeuw als onderkomen voor haar eigenaars tijdens de zomermaanden. Het werd ook verhuurd aan toeristen die de streek bezochten. Oorspronkelijk waren de gevels bedekt met kalkpleister maar dat werd snel vervangen door ijzeren golfplaten die meer weerstand boden tegen de weersomstandigheden. Anno 2011 heeft het opnieuw zijn oorspronkelijke afwerking. Het W.C. staat naast het huisje.
De haard is van gele bakstenen uit Armadale die waarschijnlijk per trein zijn aangevoerd. De ketting aan de kookpot boven het vuur is vervaardigd door een smid. Het interieur kreeg een kleedje mee uit de jaren rond 1950.

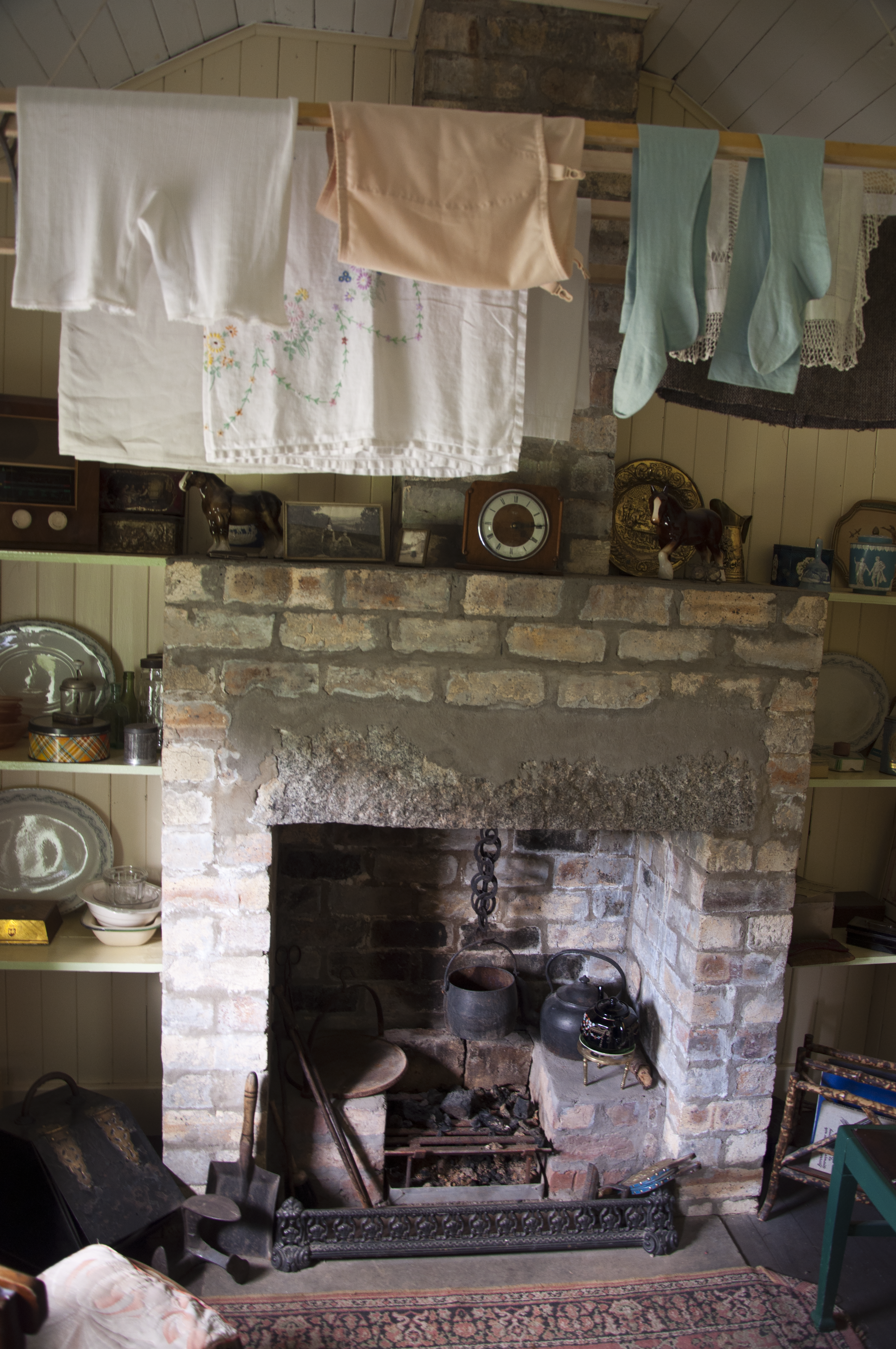
De schouw
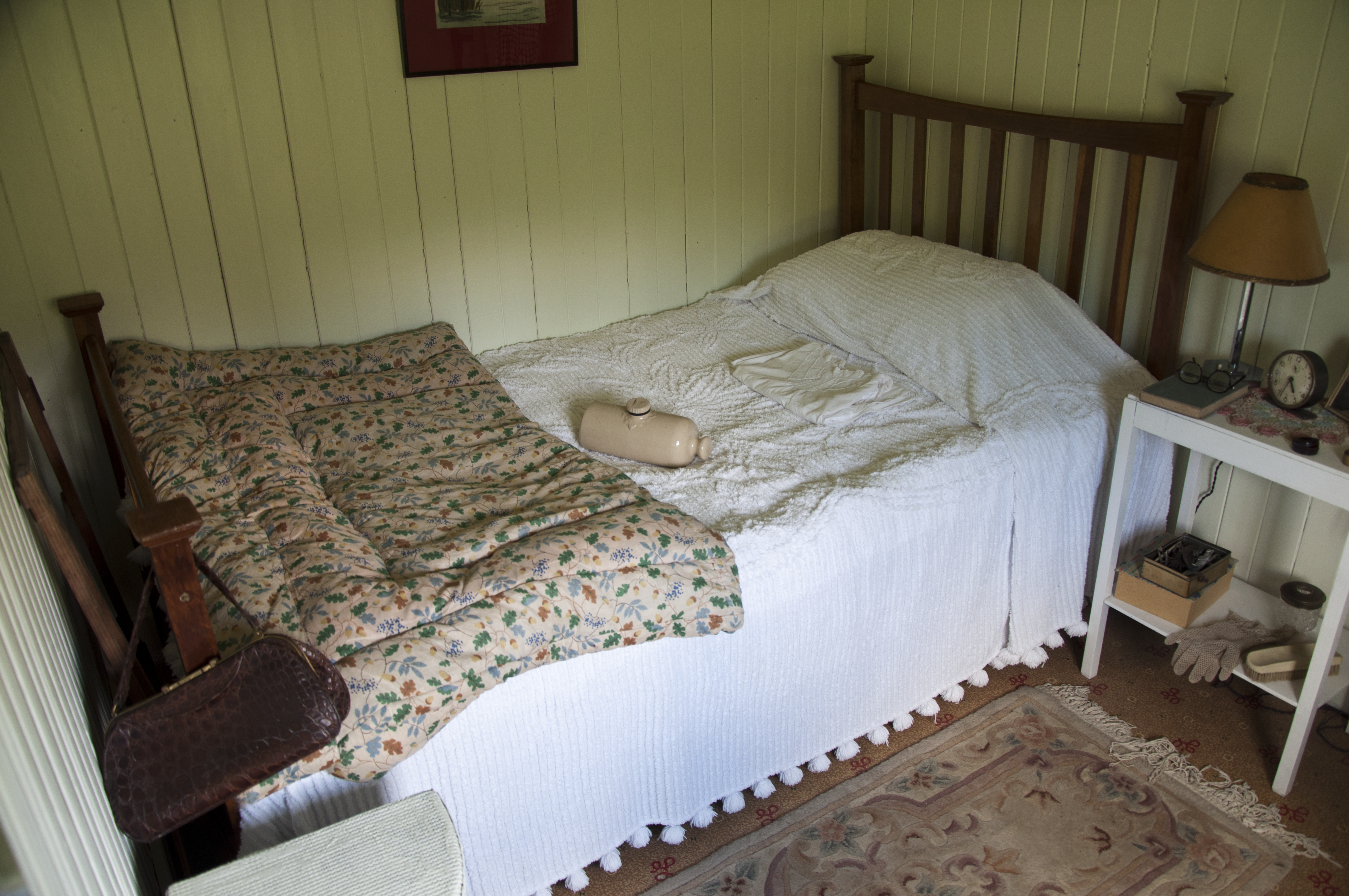
De slaapkamer
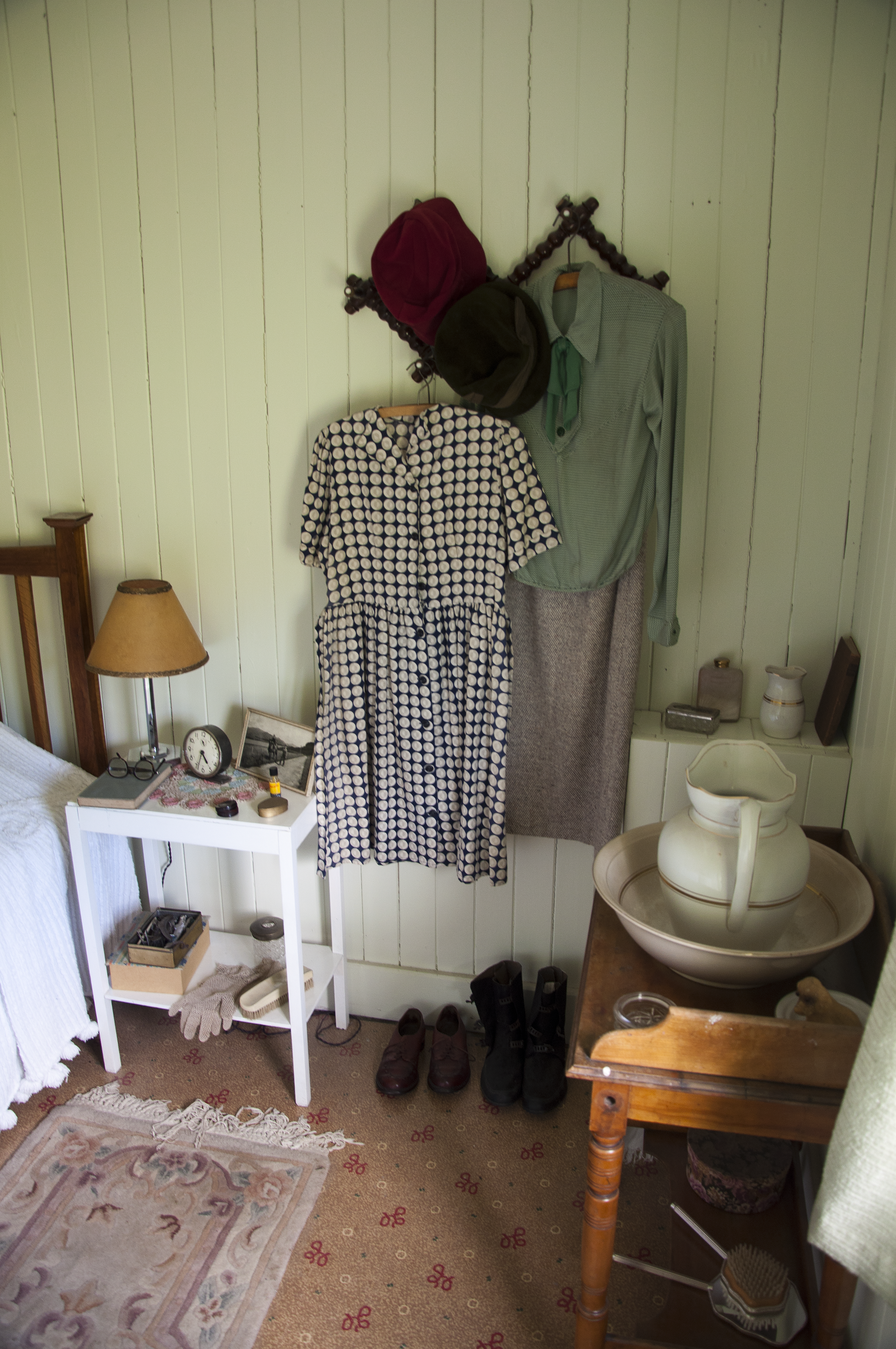
De wastafel
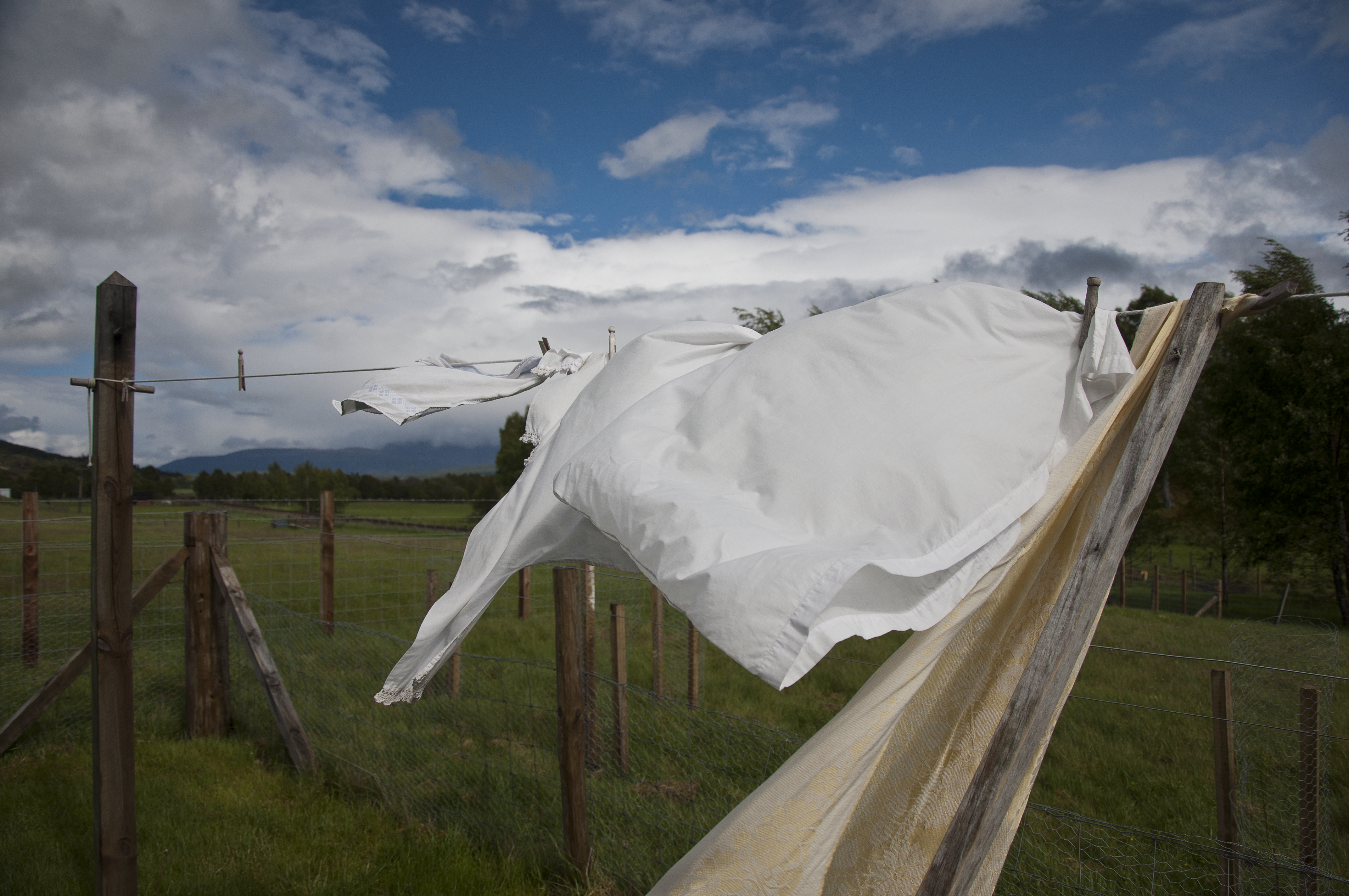
Wasgoed uit de jaren 50